# Автобиография (Неру)
«Автобиография» (англ. An Autobiography), также известна как «К свободе» — автобиографическая книга на английском языке, написанная Джавахарлалом Неру в период с июня 1934 года по февраль 1935 года, когда он находился в тюрьме.
По словам Уолтера Крокера, если бы Неру не был хорошо известен как первый премьер-министр Индии, то известность получил бы благодаря своей автобиографии.

## Публикация
Помимо постскриптума и нескольких небольших изменений, Джавахарлал Неру писал свою книгу «Автобиография» с июня 1934 года по февраль 1935 года, находясь полностью в заключении. Первое издание книги было опубликовано в 1936 году Джоном Лейном в издательстве «The Bodley Head» и с тех пор оно переиздавалось 12 раз и переводилось более чем на 30 различных языков.
Дополнительная глава «Автобиографии» под названием «Пять лет спустя» была включена в произведение в 1942 году. Потом книга с этой главой была снова опубликована Джоном Лейном в издательстве «The Bodley Head». Издание с главой «Пять лет спустя» было повторно опубликовано в 2004 году издательством «Penguin Books». Авторские права принадлежали Соне Ганди, которая также написала предисловие к книге, которое призывает читателя объединить содержание «Автобиографии» с содержаниями других произведений Джавахарлала Неру — «Взгляд на всемирную историю» и «Открытие Индии», чтобы понять «идеи и личности, которые формировали Индию на протяжении веков».

## Содержание
В предисловии к первому изданию книги «Автобиография» Неру разъясняет свои цели и задачи, чтобы конструктивно занять своё время, проанализировать прошлые события, которые происходили в Индии и приступить к работе по «самоанализу» в том, что является его «личным кабинетом». Джавахарлал Неру утверждает: «моей целью было ...в первую очередь для моей собственной выгоды, проследить свой собственный умственный рост». Он не ориентировался на какую-либо конкретную аудиторию, но при этом писал: «если я и думал об аудитории, то это был один из моих соотечественников и соотечественниц. Для иностранных читателей я бы, вероятно, написал по-другому». Книга Неру включает 68 глав, первая из которых называется «Происхождение из Кашмира». Джавахарлал Неру начинает эту главу с объяснения о миграции своих предков из Кашмира в Дели и о последующем переселении своей семьи на территорию Агры после восстания сипаев.
Четвёртая глава «Автобиографии» посвящена «Харроу и Кембриджу» и английскому влиянию на Неру. Автобиография Джавахарлала Неру, написанная во время болезни его супруги Камалы тесно связана с его браком.
В книге он описывает национализм как «по сути, античувствование, и оно питается и жиреет на ненависти к другим национальным группам, и особенно к иностранным правителям подчинённой страны». Джавахарлал Неру в книге самокритичен и пишет: «Я стал странной смесью Востока и Запада, везде неуместен, нигде не чувствую себя дома. Возможно, мои мысли и подход к жизни больше похожи на то, что называется западным, чем восточным, но Индия привязана ко мне, как и ко всем своим детям, бесчисленными способами». Затем Неру писал: «Я чужой на Западе. Я не могу быть частью этого. Но и в моей собственной стране иногда у меня возникает чувство изгнанника».
Джавахарлал Неру включает в «Автобиографию» эпилог от 14 февраля 1935 года. 4 сентября 1935 года, за пять месяцев до отбытия срока наказания он был освобождён из тюрьмы в округе Алмора в связи ухудшением здоровья его супруги Камалы Неру. В следующем месяце Неру добавил постскриптум, находясь в Баденвайлере, где проходило лечение его супруги.

## Издание на русском
- Неру Дж. Автобиография / Джавахарлал Неру / Пер. с англ.; Переводчики: В.В. Исакович, Д.Э. Кунина, В.Ч. Павлов, В.Н. Мачавариани, Б.В. Поспелов. — М.: Издательство иностранной литературы, 1955. — 656 с. (в пер.)